# Ca n'Agustí de Riu
Ca n'Agustí de Riu és una masia de l'antic poble de Riu, actualment al terme municipal del municipi de Montagut i Oix (Garrotxa) inclosa en l'Inventari del Patrimoni Arquitectònic de Catalunya.

## Descripció
És un gran casal format per dos cossos de planta rectangular amb teulats a dues aigües i els vessants vers les façanes principals. Està situat al fons de la vall del Riu, als peus del cimal del Bassegoda. Disposa de baixos, planta i dos pisos superiors. La façana principal està orientada a llevant, lloc on hi ha la porta d'accés que mena directament a la planta. Els baixos són accessibles des de la façana de migdia. Es veuen clarament dues èpoques de construcció, una del segle xiv o XV i l'altra del segle xviii.
Volten el mas nombroses cabanes i pallisses d'una sola planta, estructura rectangular i teulat a dues aigües. Can Gustí va ser bastit amb carreus poc treballats, exceptuant els emprats per fer els cantoners i les obertures.

## Història
En un document de l'any 1044 conservat a l'arxiu de Sant Joan de les Abadesses s'esmenta: "I limita l'alou susdit a orient amb el coll de Faja i amb el Treu, a migdia amb la serra d'Entreperes, a ponent amb el terme de Sadernes i amb la riera de Sant Aniol i a tramuntana amb la vil·la de Riu". Ramon Sala i Narcís Puigdevall creuen que la "vil·la de Riu" és el precedent de l'actual masia de Can Gustí o Agustí.